# Serasker

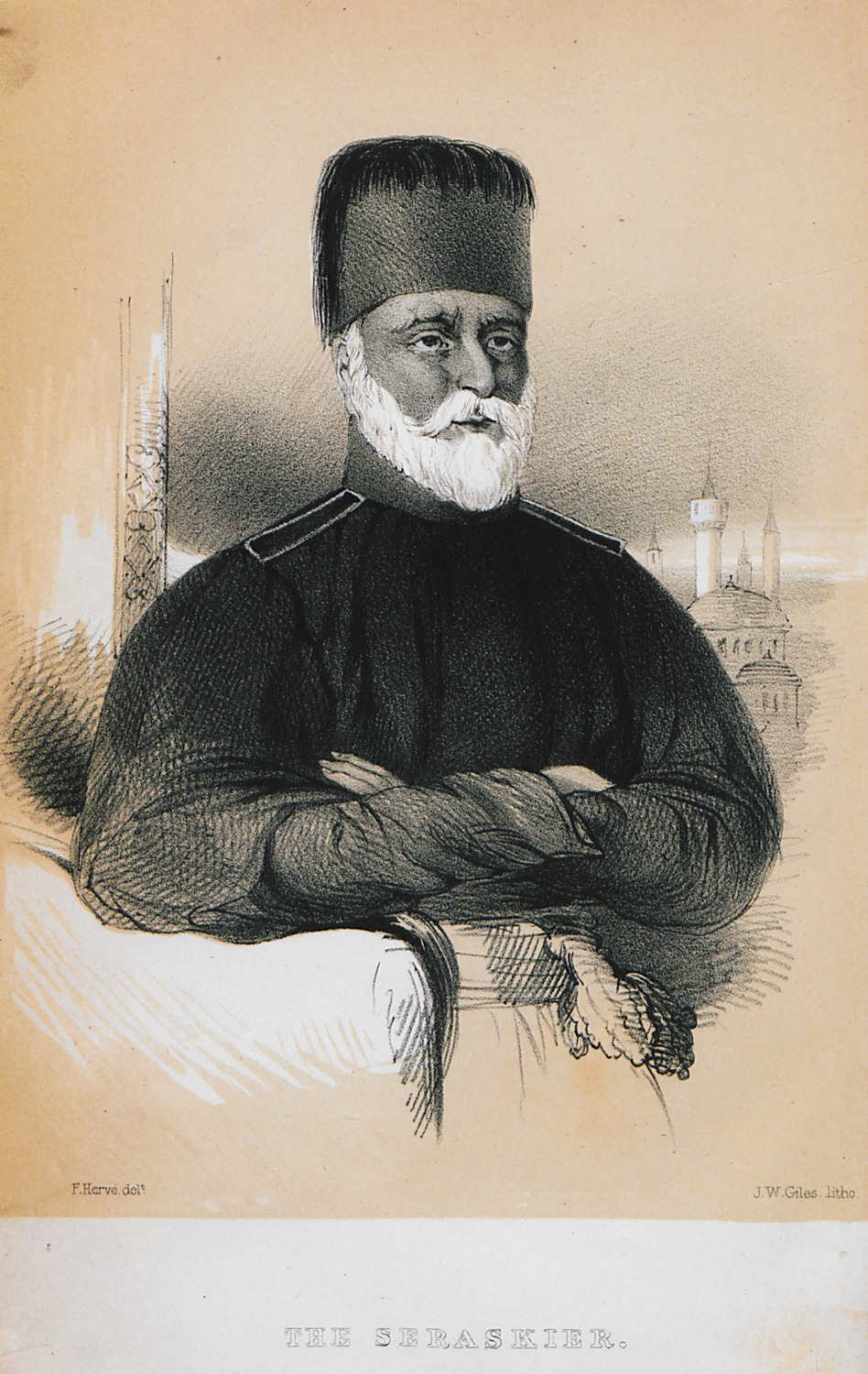
Der Serasker – Francis Hervé – 1837

Serasker oder Seraskier (osmanisch سرعسکر İA serʿasker, griechisch σερασκέρης) war der höchste Rang in der Osmanischen Armee und entsprach dem General und Generalfeldmarschall. Der Titel wurde 1826 nach der Reform der Armee durch Mahmud II. neu geschaffen und ersetzte die Titel Seyfiyye und den Agha bei den Janitscharen. Dem Serasker standen zwei oder drei Rossschweife zu.
Mit der Tanzimat-Reformen wurde ab 1839 ein Kriegsminister, der allumfassende Macht besaß, mit dem Titel versehen. 1879 wurde die Macht des Serasker durch Abdülhamid II. eingeschränkt und ab 1908 durch einen Verteidigungsminister ersetzt.